# Tau Persei
Désignations
Tau Persei (τ Persei / τ Per) est une étoile binaire de la constellation de Persée, d'une magnitude apparente de +3,93. Elle est à environ 248 années-lumière de la Terre.
Tau Persei est une binaire à éclipses de type Algol. La composante primaire est une géante jaune de type spectral G8III, tandis que sa compagne est une étoile blanche de la séquence principale de type spectral A7V.
Tau Persei se déplace à travers la Galaxie à une vitesse de 2,8 km/s par rapport au Soleil. Son orbite galactique projetée la conduit entre 24100 et 34200 années-lumière du centre de la Galaxie.

## Nom traditionnel chinois
En chinois, 大陵 (Dà Líng), signifiant Mausolée, fait référence à un astérisme constitué de τ Persei, 9 Persei, ι Persei, κ Persei, β Persei, ρ Persei, 16 Persei et 12 Persei. Par conséquent, τ Persei elle-même est appelée 大陵二 (Dà Líng èr, la deuxième étoile du Mausolée).